# Comunidad de comunas de las Cevenas de Ganges y Sumène
La Comunidad de comunas de las Cevenas de Ganges y Sumène (Communauté de communes des Cévennes gangeoises et suménoises en francés) es una estructura intermunicipal, e interdepartamental francesa, situada en los departamentos de Hérault y de Gard y la región de Occitania.

## Composición
La Comunidad de comunas de las Cevenas de Ganges y Sumène se compone de 13 municipios :
1. Ganges
2. Agonès
3. Brissac
4. Cazilhac
5. Gorniès
6. Laroque
7. Montoulieu
8. Moulès-et-Baucels
9. Saint-Bauzille-de-Putois
10. Saint-Julien-de-la-Nef
11. Saint-Martial
12. Saint-Roman-de-Codières
13. Sumène

Las cuatro últimas comunas pertenecen al departamento de Gard.